# Џем и Холограми (филм)
Џем и Холограми (енгл. Jem and the Holograms) амерички је мјузикл из 2015. године, у режији Џона М. Чуа, по сценарију Рајана Ланделса. Главне улоге глуме: Обри Пиплс, Стефани Скот, Хејли Кијоко, Аурора Перино, Рајан Гузман, Моли Рингвалд и Џулијет Луис.
Темељи се на анимираној телевизијској серији Џем из 1980-их. Производе га Allspark Pictures и Blumhouse Productions. Чуово интересовање за развој филмске адаптације Џем заснива се на томе што је одрастао гледајући оригиналну серију са својим сестрама. Покушао је да сними филм 11 година раније, али га је Universal Pictures одбио због трошкова.
Приказан је 23. октобра 2015. године. Остварио је комерцијални неуспех, зарадивши 2 милиона долара наспрам буџета од 5 милиона. Добио је негативне рецензије критичара и обожавалаца оригиналне серије, уз похвале за глуму Луисове.

## Радња
Џерика, девојка из малог града, води обичан живот све док, инспирисана својом музиком, не преузме тајни идентитет. Постаје Џем, одважна, невероватна и потпуно неустрашива певачица која од видео-сензације преко ноћи прераста у светску суперзвезду. Али кад наизглед изгуби додир са најважнијим стварима, Џерика и њена група сачињена од три сестре крећу на изузетно путовање, откривајући да су неки таленти исувише посебни да би се крили.

## Улоге
- Обри Пиплс као Џерика „Џем” Бентон
  - Изабела Рајс као мала Џерика
- Стефани Скот као Кимбер Бентон
- Хејли Кијоко као Ажа
- Аурора Перино као Шана
  - Винтер Перино као мала Шана
- Џулијет Луис као Ерика Рејмонд
- Рајан Гузман као Рио Рејмонд
- Моли Рингвалд као тетка Бејли
- Нејтан Мур као Зипер
- Барнаби Карпентер као Емет Бентон
- Рајан Хансен као Стивен
- као Ви-Џеј
- Кеша као Пизаз (камео улога)
- Хана Меј Ли као Рокси (камео улога)
- Кејти Финдли као Стормер (камео улога)
- Еиза Гонзалез као Џета (камео улога)
- Џими Фалон као он (архивски снимак)
- Двејн Џонсон као он (архивски снимак)
- Алиша Киз као она (архивски снимак)
- Крис Прат као он (архивски снимак)
- Николас Браун као Бред (непотписан)
- Аријана Гранде као она (непотписана)
- Џејми Бернадет као новинарка (непотписана)
- Ђор Џордан као он (непотписан)